# Muhammad Zia-ul-Haq
Muhammad Zia ul-Haq (in urdu محمد ضیاء الحق, Muḥammad Ḍiyāʾ ul-Ḥaqq) (Jalandhar, 12 agosto 1924 – Bahawalpur, 17 agosto 1988) è stato un generale e dittatore pakistano.

## Carriera militare
Zia nacque a Jalandhar, nel 1924, secondo figlio di Muhammad Akbar, un impiegato di alto livello del quartier generale dell'esercito a Delhi. Nel 1943 si unì al British Indian Army e servì contro la Germania nazista nella seconda guerra mondiale; quando il Pakistan divenne indipendente entrò nell'esercito con il grado di maggiore. Durante la guerra indo-pakistana del 1965, Zia era un comandante di carri armati ma già nel 1973 era diventato maggior generale della I divisione corazzata di stanza a Multan. Il 1º marzo 1976, il primo ministro democraticamente eletto, Zulfikar Ali Bhutto, nominò Zia-ul-Haq capo di stato maggiore dell'esercito, preferendolo a sette alti ufficiali più anziani e influenti di lui.

## Colpo di stato
Con il procedere del suo mandato, il primo ministro Bhutto dovette affrontare un certo numero di critiche al suo operato e divenne sempre più impopolare per aver messo in discussione la sopravvivenza di vari poteri forti pakistani. L'insofferenza nei suoi confronti crebbe anche all'interno del suo Partito del Popolo Pakistano (PPP): l'omicidio del padre di uno dei principali dissidenti (Ahmed Raza Kasuri) scatenò l'indignazione dell'opinione pubblica che accusò senza prove Bhutto di aver architettato il delitto, mettendo in seria difficoltà la sua opera e il suo governo. Potenti leader del PPP, come Ghulam Mustafa Khar condannarono apertamente Bhutto e chiesero al popolo di protestare contro il suo regime. L'8 gennaio 1977 numerosi partiti politici dell'opposizione, in vista delle elezioni legislative, si unirono per formare l'Alleanza Nazionale del Pakistan e porre fine al regime di Bhutto: le urne invece sottolinearono il profondo consenso di cui godeva tra la popolazione Bhutto e decretarono la sconfitta del nuovo partito. Questi tuttavia reagì e rigettò i risultati, denunciando senza alcuna seria prova brogli in tutto il paese e dichiarò illegittimo il governo di Bhutto. Il tentativo eversivo, ispirato dai nemici del cambiamento democratico gestito dai civili, portò a gravi disordini e il Pakistan scivolò lentamente nel caos. Per porre fine alla crisi, la maggioranza e l'opposizione trovarono un accordo per riportare la nazione alla normalità ma il 5 luglio 1977, Bhutto e alcuni membri del suo gabinetto furono arrestati dalle truppe del generale Zia ul-Haq, autore di un colpo di stato militare, secondo una delle più consolidate tradizioni politiche del Pakistan.
Dopo aver assunto il potere, il generale Zia ul-Haq promise naturalmente di indire nuove elezioni nazionali e provinciali entro 90 giorni, e di cedere il potere ai rappresentanti della nazione; inoltre affermò che la costituzione del Pakistan non sarebbe stata abrogata ma solo temporaneamente sospesa. Tuttavia, già nell'ottobre del 1977, il generale annunciò il rinvio delle elezioni e decise, sotto le pressanti richieste di entrambi gli schieramenti, di avviare un processo per accertare le responsabilità dei politici.
Un Tribunale militare venne istituito appositamente per tale scopo e molti membri del Parlamento vennero accusati di corruzione ed esclusi dalla partecipazione alla vita politica a qualsiasi livello per i successivi sette anni. Un apposito fascicolo venne aperto a carico del deposto governo Bhutto, accusato di numerosi incredibili soprusi.

## Presidente del Pakistan
Il 16 dicembre 1978, il generale Zia ul-Haq subentrò al dimissionario Fazal Ilahi Chaudhry, e divenne il sesto presidente del Pakistan. Appena quattro mesi dopo fece condannare a morte per impiccagione l'ex-primo ministro Zulfikar Ali Bhutto, con la falsa accusa di omicidio di un esponente politico minore. L'impiccagione del primo ministro eletto dal popolo da parte dei militari venne duramente condannata dalla comunità internazionale e dalla maggior parte degli avvocati e giuristi del paese. Oggi, l'impiccagione di Bhutto è largamente riconosciuta come un omicidio a sfondo politico.
Nei successivi sei anni Zia emise numerosi decreti che modificarono la Costituzione e aumentarono notevolmente il suo potere, instaurando così un regime dittatoriale; contemporaneamente estese la legge marziale a tutto il paese e sostituì i governatori provinciali con alti ufficiali dell'esercito a lui fedeli: in questo modo tutti i disordini e tutti i movimenti d'opposizione al nuovo regime vennero repressi nel sangue e con sistematica efficienza.
- Sviluppo economico: Zia sconfessò completamente la politica economica del suo predecessore e avviò una graduale privatizzazione delle principali compagnie pubbliche del Paese; in tal senso il generale Zia favorì notevolmente l'industrializzazione e tra il 1977 e il 1986 venne registrata una crescita media annua del PIL del 6,8%, uno dei più alti al mondo in quel periodo.
- Programma nucleare pakistano: Zia proseguì nello sviluppo del programma nucleare pakistano, inaugurato da Bhutto, per tutto il resto degli anni settanta, programma che sfociò nel 1998 in un esperimento nucleare coronato da successo e che rilanciò su basi paritarie il conflitto con l'India (che aveva costruito precedentemente un'arma nucleare) a proposito dell'irrisolto contenzioso riguardante la provincia musulmana del Kashmir. L'Unione Indiana infatti non aveva mai consentito che questa provincia - quasi interamente musulmana - si unisse al Pakistan, malgrado i precisi accordi che avevano portato alla spartizione del sub-continente indiano nelle due nazioni dell'India e del Pakistan.
- L'invasione dell'Afghanistan: il 25 dicembre 1979, i sovietici invasero l'Afghanistan e il generale Zia ul-Haq svolse un ruolo politico importante nel corso del conflitto sovietico-afghano, fornendo aiuto militare ed economico agli afghani, specialmente alla formazione fondamentalista di Gulbuddin Hekmatyar. Aiuto che fu massicciamente sostenuto e finanziato dagli Stati Uniti, specialmente dopo l'elezione di Ronald Reagan alla presidenza degli USA nel 1980: gli aiuti a favore della resistenza afghana passarono da 50 milioni di dollari l'anno a 1 miliardo di dollari (stime più prudenti parlano di 600 milioni di dollari).
- Islamizzazione del Pakistan: contrariamente a Zulfikar Ali Bhutto, attirato dagli ideali di laicità, il generale Zia-ul-Haq volle instaurare un Islam di tipo integralista, appoggiandosi ai mullah: vietò quindi l'applicazione dei tassi d'interessi bancari, istituì il prelievo obbligatorio della zakat, vietò gli alcolici, impose punizioni corporali pubbliche per i criminali e reintrodusse la lapidazione per le adultere e l'obbligo per le donne di velarsi in televisione e in pubblico. Il Pakistan moderno effettuò in tal modo vari passi indietro rispetto agli anni in cui era stato fondato da Mohammad Ali Jinnah. Il generale Zia ul-Haq volle spingersi anche oltre, tentando di restaurare alquanto goffamente il califfato.

Zia ul-Haq giocò la carta dell'Islam per difendere se stesso e i suoi generali contro le crescenti accuse di malgoverno e corruzione: essi infatti avevano intascato milioni di dollari dal traffico illecito di eroina e armi, oltre ad enormi appropriazioni indebite dai fondi destinati alla resistenza afghana; l'islamizzazione era una manovra per distogliere l'attenzione dell'opinione pubblica sui suoi crimini.
Nel 1988, mentre era accompagnato da diplomatici statunitensi, l'aereo del generale Zia-ul-Haq si schiantò al suolo nella provincia pakistana del Punjab in circostanze rimaste misteriose che hanno logicamente fatto pensare a un attentato, peraltro mai rivendicato.
La democrazia fu restaurata per un breve lasso di tempo, sufficiente comunque a consentire l'elezione della signora Benazir Bhutto, figlia di Zulfikar Ali Bhutto (fatto giustiziare per ordine del defunto dittatore), a dimostrazione del radicato consenso popolare suo e di suo padre, i cui ideali erano condivisi appieno dalla figlia.